# 大昇充宏

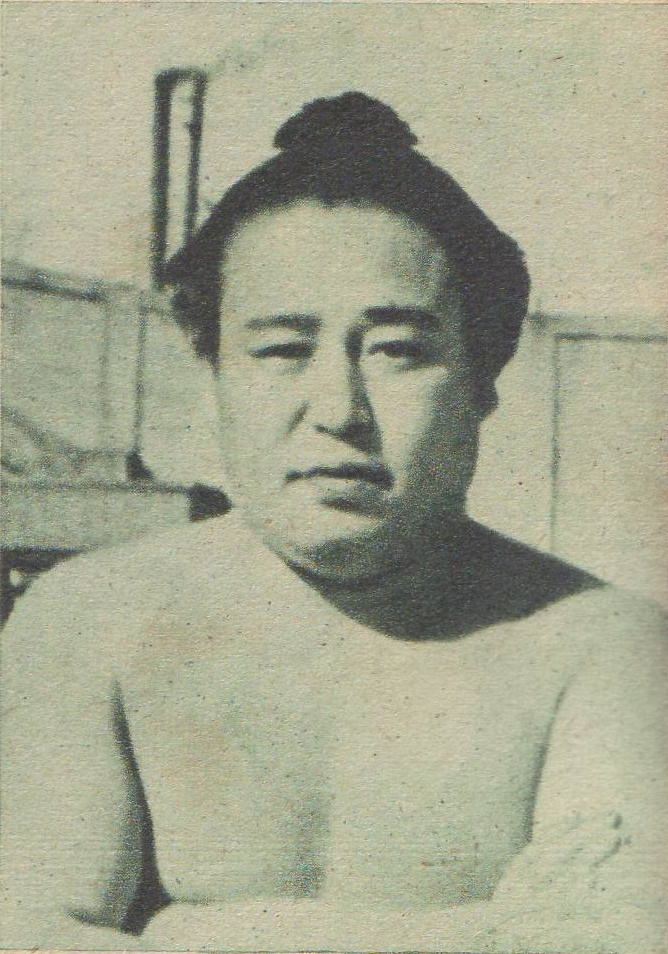
大昇（1955年1月より前）

大昇 充宏（おおのぼり みつひろ、1925年8月1日 - 2009年3月1日）は、長野県北佐久郡軽井沢町出身で春日山部屋（一時立浪部屋）に所属した大相撲力士。本名は石田 勇。最高位は西前頭筆頭（1955年3月場所）。現役時代の体格は身長185cm、体重116kg。得意手は左四つ、寄り、外掛け。引退後は春日山部屋を経営して、後進の指導に尽くした。

## 来歴
1941年1月場所、春日山部屋から初土俵を踏む。藤川の四股名で昇進していったが、親方（元関脇・藤ノ川）が1946年限りで部屋を閉じ、幕下だった彼は立浪部屋に預けられることになった。1949年1月場所、信州の四股名で十両昇進、すぐに大昇と改め、1951年1月場所に新入幕を果たした。入幕2場所目の1951年5月場所は12勝3敗の好成績で生涯唯一の三賞となる敢闘賞を受賞した。そのころは長身を利しての寄りが得意で、三役を期待する声もあったが、その後膝を痛めてからは、幕内中堅力士として終始してしまった。それでも、1955年1月場所初日、新横綱の栃錦を小手投げで破る殊勲の星を挙げ、この場所前頭5枚目で栃錦戦の殊勲の星を含み、最終的に10勝5敗の好成績を挙げたが三役から平幕への陥落者が少なく、不運にも三役には僅かに届かず4枚番付を上げただけの西前頭筆頭が最高位となり、結局三役には届かなかった。逆に前場所、同地位で8勝7敗ながら翌場所、小結に昇進した（鏡里、栃錦を破っての敢闘賞受賞と言う点もあるのか）宮錦とは番付の運・不運と言え対照的である。
1955年、大関名寄岩が引退して春日山部屋を再興すると、移籍して春日山部屋所属となった。1957年1月場所限りで引退してからは、押尾川を始めとしていくつもの名跡を借り株でしのぎながら過ごし、1971年1月場所後、名寄岩の死去に伴い春日山部屋を継承し、やっと安定して後進の指導に力を尽くした。1982年から理事を4年間務め、1986年から監事を4年間務めた。育てた幕内力士は春日富士一人であったが、停年直前の1990年7月場所で春日富士が敢闘賞を受賞して、面目を保つことができた。
停年とともに力士たちを、自分の姪の婿に当たる旭富士が継承することとなる安治川部屋（当時の師匠は陸奥嵐）に預け、春日山部屋はいったん消滅したが、後に自分の弟子である春日富士によって再興された。なお、春日山の名跡は、自身が年寄名跡取得に苦労したこともあり、ほぼ無償に近い最低限の金額で春日富士に譲渡したと言われている。本来は板井圭介が借株をできるように手配するつもりであったが、板井が年寄襲名を却下されたため実現しなかった。
2009年3月1日20時16分、急性肺炎の為に都内の病院で死去した。83歳。

## 主な成績
- 幕内成績：235勝233敗43休 勝率.502
- 幕内成績：138勝159敗18休 勝率.465
- 現役在位：45場所
- 幕内在位：21場所
- 三賞：1回
  - 敢闘賞：1回（1951年5月場所）
- 金星：1個（栃錦1個）
- 各段優勝
  - 十両優勝：1回（1949年5月場所）
  - 幕下優勝：1回（1948年10月場所）

### 場所別成績
| 1941年 （昭和16年） | （前相撲）               | x                 | （前相撲）            | x                       |
| 1942年 （昭和17年） | 西序ノ口28枚目 5–3       | x                 | 東序二段41枚目 4–4    | x                       |
| 1943年 （昭和18年） | 東序二段22枚目 3–5       | x                 | 西序二段25枚目 5–3    | x                       |
| 1944年 （昭和19年） | 西三段目47枚目 4–4       | x                 | 東三段目35枚目 2–3    | 西三段目45枚目 3–2      |
| 1945年 （昭和20年） | x                        | x                 | 西三段目13枚目 0–0–5  | 西三段目14枚目 3–2      |
| 1946年 （昭和21年） | x                        | x                 | x                     | 東幕下25枚目 3–4        |
| 1947年 （昭和22年） | x                        | x                 | 西幕下32枚目 5–0      | 西幕下3枚目 2–4         |
| 1948年 （昭和23年） | x                        | x                 | 西幕下8枚目 2–2–2     | 西幕下10枚目 優勝 5–1   |
| 1949年 （昭和24年） | 東十両14枚目 7–6         | x                 | 西十両7枚目 優勝 11–4 | 東十両筆頭 7–8          |
| 1950年 （昭和25年） | 西十両2枚目 6–9          | x                 | 東十両4枚目 8–7       | 西十両3枚目 12–3        |
| 1951年 （昭和26年） | 東前頭16枚目 8–7         | x                 | 東前頭14枚目 12–3 敢  | 西前頭2枚目 7–8         |
| 1952年 （昭和27年） | 西前頭3枚目 6–9          | x                 | 西前頭5枚目 6–9       | 東前頭8枚目 休場 0–0–15 |
| 1953年 （昭和28年） | 東前頭18枚目 10–5        | 東前頭12枚目 6–9  | 西前頭16枚目 8–7      | 東前頭14枚目 10–5       |
| 1954年 （昭和29年） | 西前頭6枚目 6–9          | 東前頭10枚目 8–7  | 西前頭7枚目 7–8       | 東前頭8枚目 9–6         |
| 1955年 （昭和30年） | 西前頭5枚目 10–5 ★       | 西前頭筆頭 2–13   | 西前頭8枚目 9–6       | 東前頭4枚目 4–11        |
| 1956年 （昭和31年） | 東前頭9枚目 5–10         | 西前頭13枚目 4–11 | 西前頭19枚目 1–11–3   | 西十両9枚目 休場 0–0–15 |
| 1957年 （昭和32年） | 西十両22枚目 引退 0–0–15 | x                 | x                     | x                       |
| 各欄の数字は、「勝ち-負け-休場」を示す。 優勝 引退 休場 十両 幕下 三賞：敢=敢闘賞、殊=殊勲賞、技=技能賞 その他：★=金星 番付階級：幕内 - 十両 - 幕下 - 三段目 - 序二段 - 序ノ口 幕内序列：横綱 - 大関 - 関脇 - 小結 - 前頭（「#数字」は各位内の序列） |                          |                   |                       |                         |

### 幕内対戦成績
| 力士名     | 勝数 | 負数 | 力士名   | 勝数 | 負数 | 力士名   | 勝数 | 負数 | 力士名   | 勝数 | 負数 |
| ---------- | ---- | ---- | -------- | ---- | ---- | -------- | ---- | ---- | -------- | ---- | ---- |
| 朝潮(米川) | 1    | 3    | 東海     | 3    | 0    | 東富士   | 0    | 1    | 五ッ洋   | 2    | 2    |
| 岩風       | 0    | 1    | 大瀬川   | 1    | 0    | 大起     | 7    | 9    | 大晃     | 6    | 2    |
| 大蛇潟     | 1    | 4    | 甲斐ノ山 | 3    | 3    | 神生山   | 1    | 1    | 神錦     | 2    | 1    |
| 神若       | 0    | 1    | 九州錦   | 1    | 1    | 国登     | 4    | 2    | 琴ヶ濱   | 1    | 6    |
| 琴錦       | 2    | 6    | 佐賀ノ花 | 1(1) | 0    | 櫻國     | 3    | 1    | 櫻錦     | 0    | 1    |
| 信夫山     | 4    | 7    | 嶋錦     | 2    | 3    | 清水川   | 2    | 1    | 大天龍   | 2    | 2    |
| 大龍       | 1    | 0    | 楯甲     | 0    | 1    | 玉ノ海   | 0    | 4    | 千代の山 | 0    | 7    |
| 常ノ山     | 6    | 6    | 鶴ヶ嶺   | 4    | 4    | 照國     | 0    | 2    | 輝昇     | 6    | 1    |
| 出羽錦     | 5    | 3    | 出羽ノ花 | 2    | 3    | 出羽湊   | 5    | 2    | 十勝岩   | 1    | 0    |
| 栃錦       | 2    | 5    | 栃光     | 0    | 2    | 那智ノ山 | 1    | 0    | 鳴門海   | 8    | 6    |
| 成山       | 2    | 6    | 白龍山   | 2    | 1    | 羽嶋山   | 4    | 7    | 緋縅     | 6    | 2    |
| 備州山     | 2    | 2    | 秀湊     | 0    | 2    | 広瀬川   | 4    | 4    | 福ノ里   | 2    | 0    |
| 藤田山     | 1    | 0    | 二瀬山   | 5    | 2    | 星甲     | 1    | 0    | 増巳山   | 1    | 1    |
| 松登       | 1    | 2    | 三根山   | 1    | 2    | 宮城海   | 1    | 1    | 宮錦     | 1    | 2    |
| 八染       | 1    | 0    | 吉井山   | 6    | 2    | 芳野嶺   | 0    | 1    | 吉葉山   | 1(1) | 3    |
| 若嵐       | 1    | 0    | 若瀬川   | 3    | 4    | 若ノ海   | 2    | 1    | 若ノ花   | 1    | 3    |
| 若前田     | 0    | 1    |          |      |      |          |      |      |          |      |      |

## 年寄変遷
- 押尾川 1957年1月 - 1961年3月
- 武隈 1961年3月 - 1962年3月
- 北陣 1962年3月 - 1962年7月
- 関ノ戸 1962年7月 - 1963年3月
- 千賀ノ浦 1963年3月 - 1965年1月
- 浦風 1965年1月 - 1971年2月
- 春日山 1971年2月 - 1990年7月（停年退職）